# Pronto soccorso

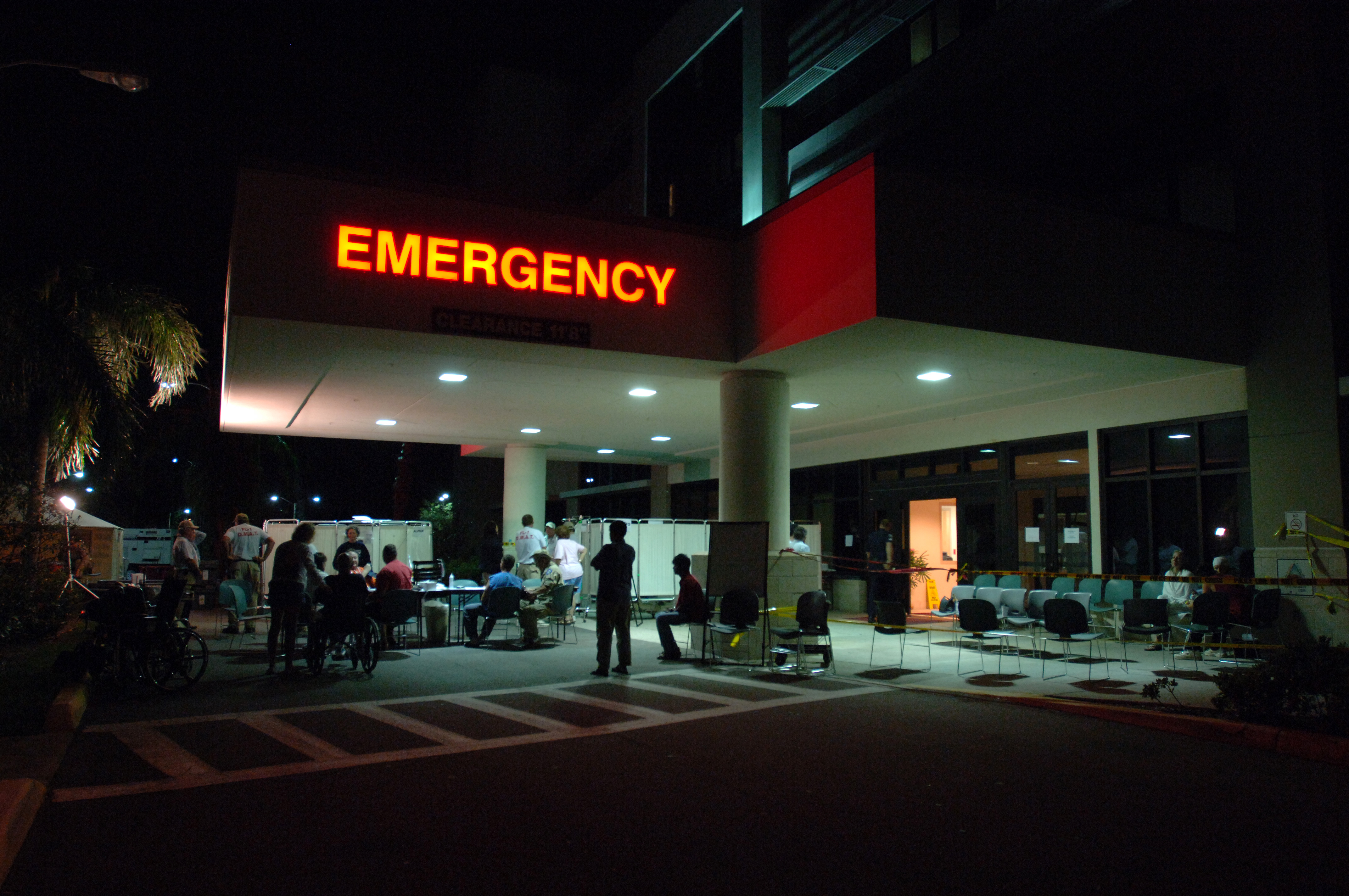
L'ingresso del pronto soccorso del JFK Medical Center, in Florida: in occasione dell'uragano Wilma venne allestito un punto di primo intervento all'esterno dell'ospedale.

Il pronto soccorso (o PS) è un'unità operativa dell'ospedale dedicata ai casi di emergenza-urgenza. A differenza di quanto accadeva in passato, oggi i pronto soccorso in Italia sono luoghi di diagnosi e cura dove si garantisce la prima valutazione.
Il pronto soccorso è infatti la struttura in cui professionisti molto formati, specialisti dell'emergenza-urgenza, trattano le acuzie e le malattie tempo-dipendenti oltre a dare risposte nelle maxi-emergenze e durante le pandemie.
Il paziente viene valutato e immediatamente classificato per gravità o rischio di evoluzione sfavorevole, metodologicamente trattato in urgenza secondo le reali necessità di quel preciso momento, viene stilata una diagnosi e spesso si dimette il paziente dopo un periodo di trattamento o osservazione in OBI (Osservazione Breve Intensiva) o in TSI (Terapia Subintensiva).
Grazie allo sviluppo delle OBI si sono negli anni ridotti moltissimo i ricoveri nei reparti ospedalieri, carenti di posti letto rispetto al passato. Per questa ragione i tempi di permanenza dei pazienti in PS si sono allungati.
Caratteristica principale del pronto soccorso è la garanzia di servizio ai cittadini 24 ore al giorno per 365 giorni all'anno. Durante la pandemia di COVID-19 il ruolo del pronto soccorso è stato quello di arginare il diffondere della malattia attraverso l'intenso lavoro di una determinante prima linea. Si può affermare che tutti i positivi alla COVID-19 ospedalizzati siano prima passati da un PS dove sono stati diagnosticati. Molti infetti sono stati curati e poi dimessi direttamente dalla struttura di PS.
I pronto soccorso italiani hanno avuto il grande merito di rispondere in maniera veloce e flessibile alle esigenze imposte dalla pandemia con una riorganizzazione della struttura secondo doppi percorsi (pulito e sporco) continuando ad assicurare assistenza ai pazienti di qualunque altra patologia.

## Il sistema deltriage
L'accesso non avviene sulla base dell'ordine di arrivo delle persone che giungono al pronto soccorso ma sulla gravità delle loro condizioni valutata attraverso il "triage".
Il triage è il primo momento di accoglienza ed è una funzione svolta da un professionista, un infermiere, specificamente formato e con esperienza di area d'emergenza. L'infermiere, attraverso un processo metodologico, scientifico e dinamico, identifica le priorità assistenziali dei pazienti attraverso una valutazione clinica e dell'eventuale rischio evolutivo e attribuisce a ogni paziente un codice di priorità in 5 livelli espressi in numeri (come sancito dalle Linee Guida licenziate dalla conferenza Stato-Regioni dell'Agosto 2019)
Cod 1- EMERGENZA: interruzione o compromissione di una o più funzioni vitali.
Cod 2 - URGENZA: rischio compromissione funzioni vitali con rischio evolutivo o dolore severo.
Cod 3 - URGENZA DIFFERIBILE: condizioni stabili, senza rischio evolutivo con sofferenza e ricaduta sullo stato generale che presuppone solitamente prestazioni complesse.
Cod 4 - URGENZA MINORE: stabile, senza rischio evolutivo, richiede solitamente prestazioni diagnostico-terapeutiche semplici, monospecialistiche.
Cod 5 - NON URGENZA: problema non urgente, di minima rilevanza clinica.
In una prima fase di transizione -18 mesi - dalla pubblicazione i codici numerici sono stati affiancati a codici colore, diversi comunque rispetto alla precedente metodica a 4 colori (rosso, giallo, verde, bianco - come disciplinato dalle LLGG del 2001): Cod 1- rosso; Cod 2 - arancione; Cod 3 - azzurro; Cod 4 - verde; Cod 5 - bianco
Il triage garantisce la presa in carico del paziente e definisce l'ordine di accesso alla visita medica. Fino alla visita medica il paziente sarà sotto la responsabilità dell'infermiere formato che potrà eventualmente rivalutare la codifica attribuita allo stato iniziale. Il triage quindi non riduce in genere i tempi di attesa ma li ridistribuisce a favore di chi ha necessità maggiore.
Il servizio è garantito H24, tutti i giorni dell'anno, da un numero di infermieri dedicati  e di personale di supporto proporzionato alle dimensioni  e all'attività del pronto soccorso di riferimento.
Da un punto di vista operativo il triage indicato dalle linee guida nazionali è un triage globale che si sviluppa in 4 fasi:
Fase 1: valutazione immediata (sulla porta) rapida osservazione per la rilevazione di problemi assistenziali che necessitano di intervento immediato
Fase 2: valutazione soggettiva ed oggettiva con intervista sui motivi dell'accesso e rilevazione di segni, sintomi, parametri vitali, la valutazione della eventuale documentazione clinica del paziente compresa la terapia domiciliare;
Fase 3: indicazione del codice di priorità assegnazione codice, attuazione dei provvedimenti assistenziali ed eventuale attivazione di percorso clinico (alta-media-bassa intensità) compresi fast-track ed eventuale see and treat;
Fase 4: rivalutazione conferma o modifica del codice inizialmente assegnato.

## Organizzazione materiale
La vecchia conformazione strutturale del pronto soccorso, oggi superata dallo sviluppo della specialità e dall’esperienza della pandemia Covid-19, prevedeva una o più sale di emergenza, tra cui la sala rossa per i casi più gravi, sale visita, sale per la breve osservazione (astanteria), sale di attesa e sportelli per l’accettazione. Oggi il modello strutturale è da riscrivere.

## Evoluzione e storia

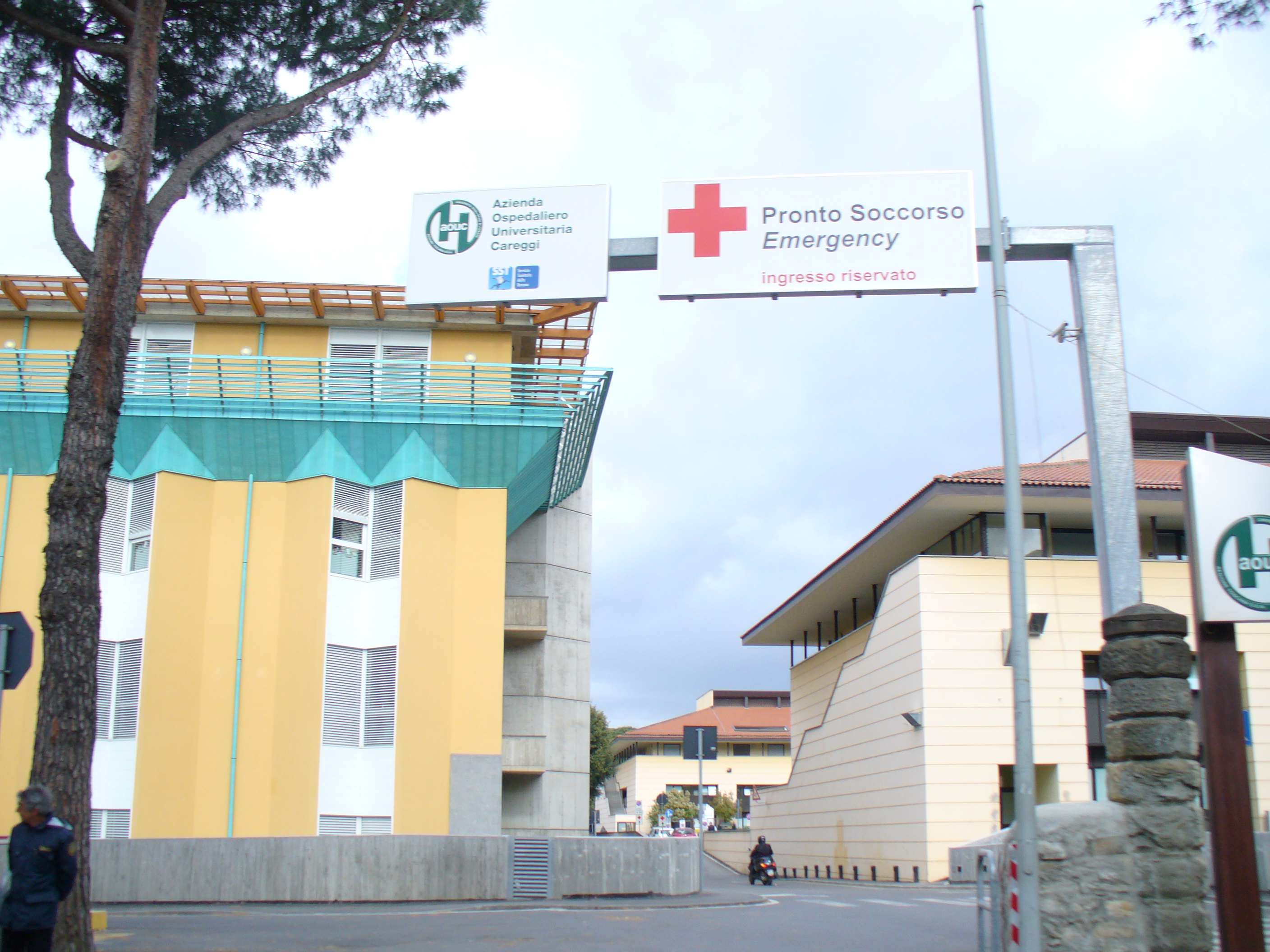
Ingresso pronto soccorso dell'Azienda Ospedaliera di Careggi (Firenze)

In Italia, il concetto di pronto soccorso è stato affiancato nei principali ospedali dal concetto più ampio di Struttura Complessa Dipartimento d'Emergenza e Accettazione (DEA) un vero e proprio reparto di assistenza in Medicina d'emergenza-urgenza, tuttavia esistono ancora diffusamente servizi di pronto soccorso che non configurano la complessità assistenziale del DEA ma che sono in grado di fornire servizi di emergenza e urgenza, grazie alla formazione specialistica di medici e infermieri.
Alcuni servizi a complessità minore sono detti Punti di Primo Intervento (PPI) e si differenziano dai pronto soccorso in quanto i pazienti vi possono accedere solo autonomamente e non accompagnati da un'ambulanza del servizio di emergenza-urgenza ed inoltre possono fornire un servizio anche solo sulle 12 ore invece che sulle 24 ore.

## Statistiche
Secondo i dati Agenas del 2023, il 68% dei codici trattati sono bianchi e verdi. Di questi 4 milioni sono accessi impropri.
Quindi, responsabili delle code sono la mancanza di strutture territoriali, come le case di comunità, capaci di gestire queste situazioni non emergenziali.